# Steingrundsee
Der Steingrundsee, auch als Peterhafen bezeichnet, ist ein im Durchschnitt etwa 440 Meter breiter und etwa 1,8 Kilometer langer Baggersee mit einer Fläche von 70,5742 Hektar bei Freistett, dem Hauptort der Stadt Rheinau in Baden-Württemberg. An das Südufer des Sees grenzt das Industriegebiet von Freistett.
Der Steingrundsee liegt im Auwald im Freistetter Gewann Steingrund, das ihm seinen Namen gab. Im Norden ist der See über einen schiffbaren, 1 Kilometer langen Kanal mit dem Rhein, der an einigen Stellen nur weniger als 150 Meter vom See entfernt ist, verbunden. Im Südwesten liegt zwischen dem See und der Staustufe Rheinau-Gambsheim das Kieswerk der Hermann Peter KG, weshalb der See auch Peterhafen genannt wird. Die Verladestation des Kieswerks befindet sich auch am Steingrundsee, weshalb mehrmals am Tag Schiffe über den See fahren. Am Südostufer befindet sich neben einer Bootswerft auch ein Yachthafen.

## Galerie

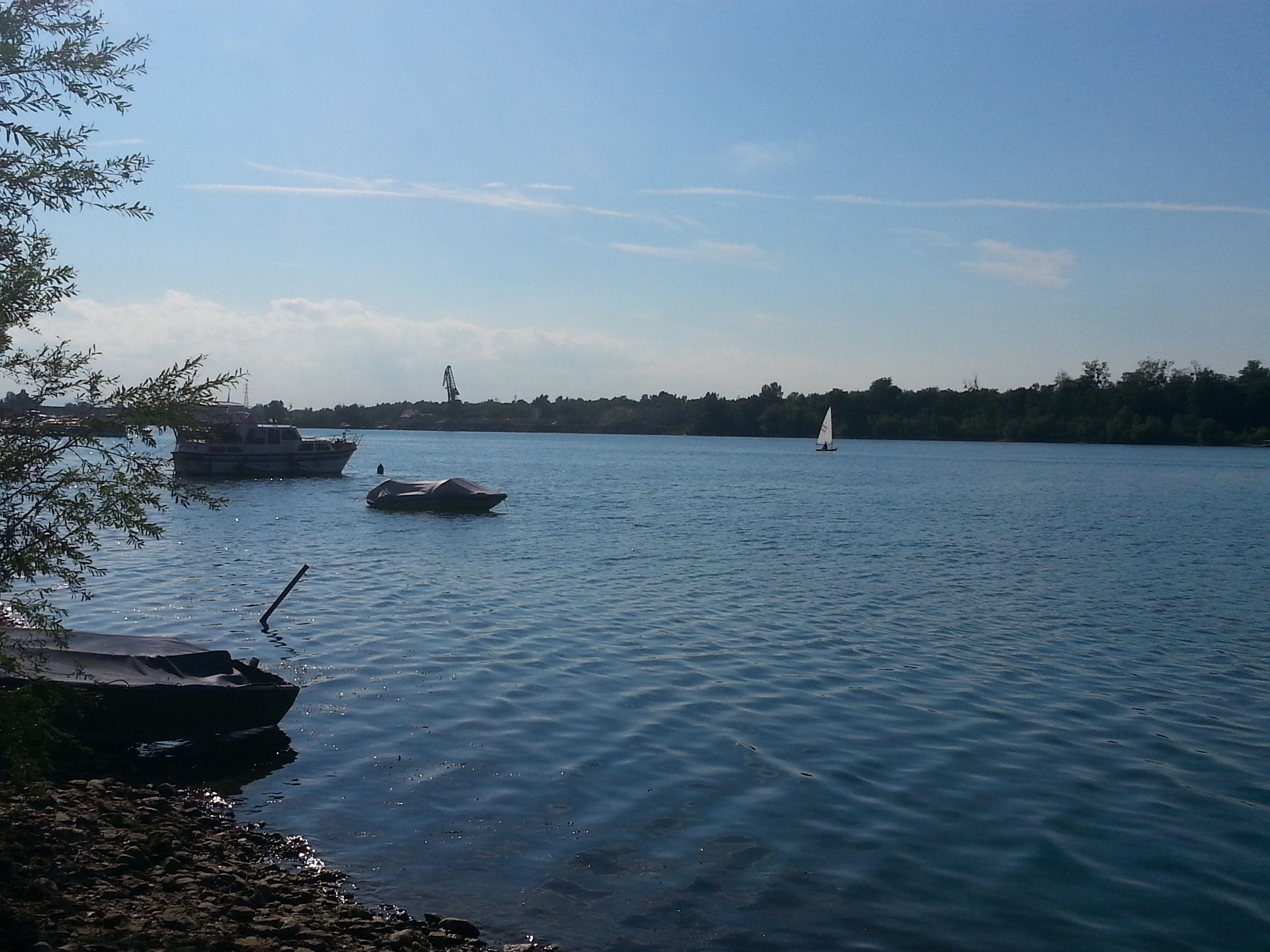
Nördlicher Teil des Peterhafens
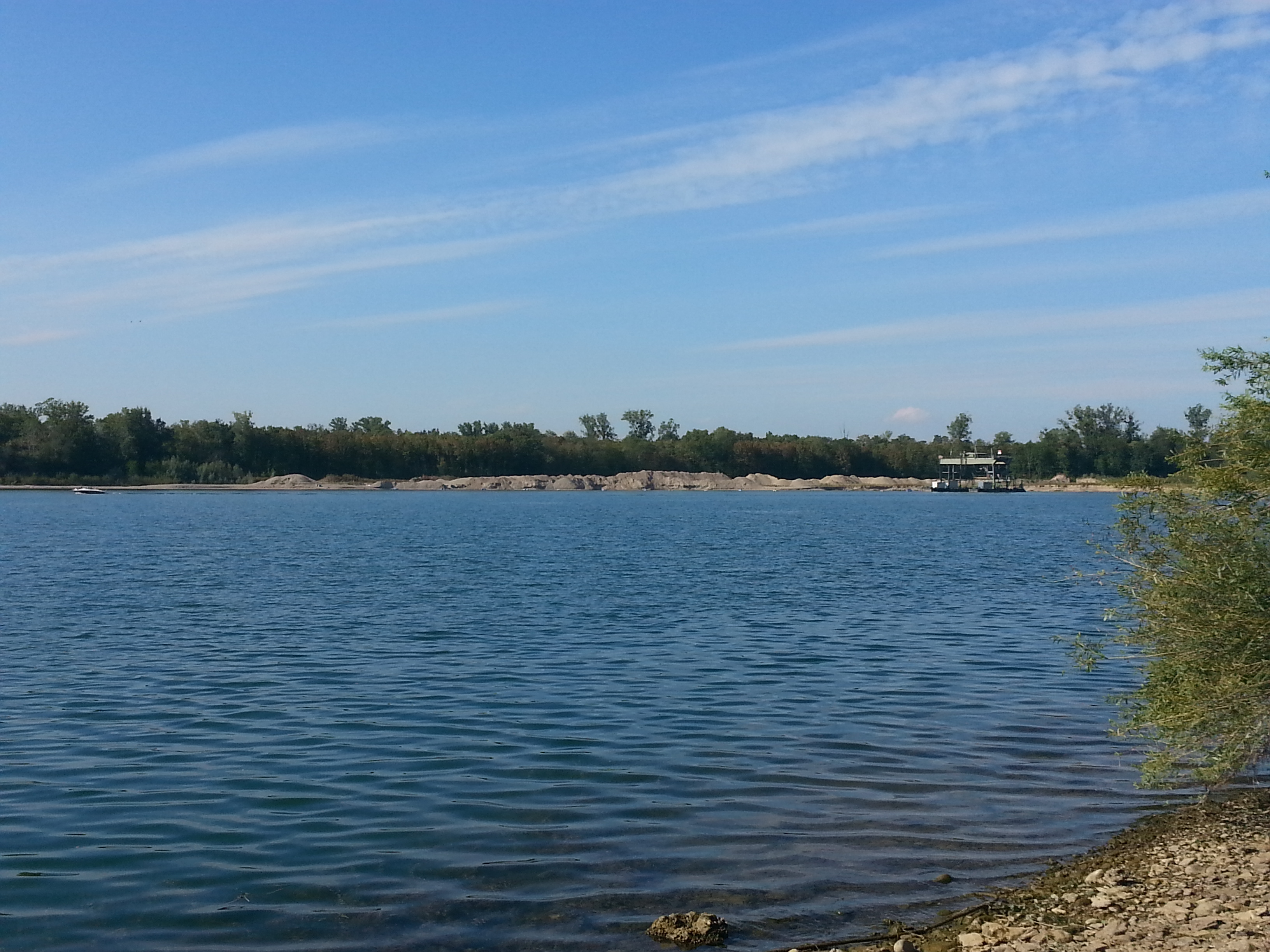
Südlicher Teil
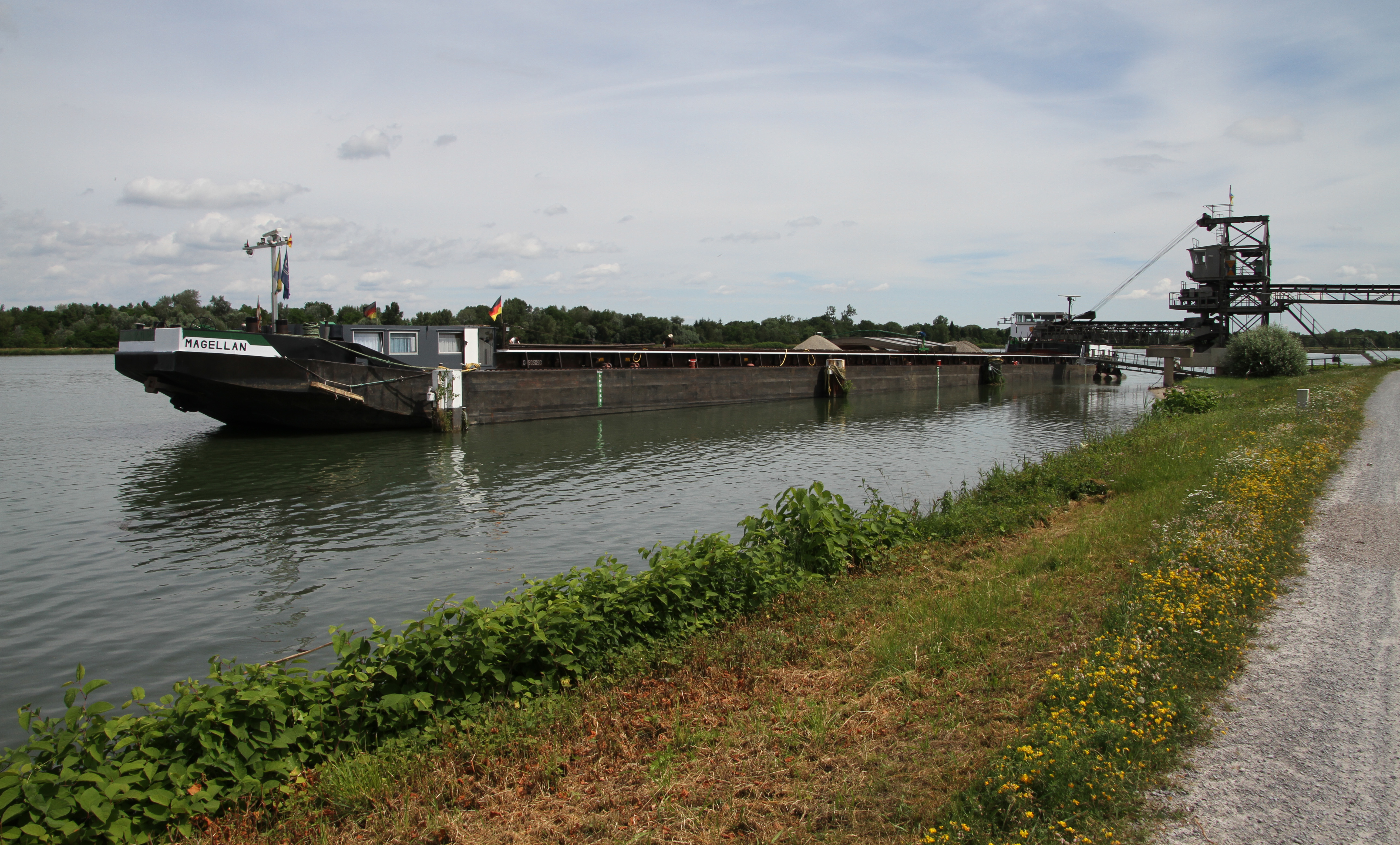
Frachtschiff an der Kiesverladestation